# Michal Podolka
Michal Podolka (* 10. srpna 1977 Most) je bývalý český hokejový brankář. V roce 1996 byl draftován klubem Detroit Red Wings v 5. kole jako 135. hráč v celkovém pořadí.

## Hráčská kariéra
Už v juniorském věku odešel za oceán do kanadské juniorské soutěže Ontario Hockey League, první dvě sezony 1995/96 a 1996/97 strávil v týmu Soo Greyhounds. Společně s ním hrála například budoucí hvězda NHL Joe Thornton. Za mořem vydržel do roku 2000. Pak se vrátil na česká kluziště, konkrétně do rodného Litvínova. Krátce hrál ještě za Třinec, Kadaň, Klášterec nad Ohři nebo Most. Kariéru zakončil v prvoligovém Chomutově, kde plnil pozici druhého brankáře.

## Trenérská kariéra
Po skončení kariéry se dal na trenérskou dráhu jako kouč brankařů. Nejdříve pomáhal v sezoně 2011/12 v Chomutově, pak přidal tři sezony v pražské Spartě.